# Four Nations
Il Four Nations è un torneo annuale di rugby a 13 al quale partecipano le nazionali di Australia, Nuova Zelanda, Inghilterra più una quarta squadra differente per ogni edizione. L'edizione inaugurale venne disputata nel 1999 e allora la competizione si chiamava Tri Nations, dato che vi partecipavano le tre nazionali di Australia, Nuova Zelanda e Regno Unito. Il nuovo formato con quattro squadre partecipanti fece il suo debutto nel 2009, con l'invito a partecipare accettato dalla Francia, e al contempo la nazionale inglese ha preso il posto della rappresentativa del Regno Unito.
In occasione della Coppa del Mondo 2013, il Four Nations è stato sospeso dal 2011 fino al 2014.

## Formato
Australia, Nuova Zelanda e Inghilterra sono le squadre fisse che partecipano al Four Nations. A seconda che l'edizione in questione venga ospitata in Europa o nell'emisfero australe, la quarta squadra partecipante sarà rispettivamente determinata dalla vincente della Coppa d'Europa o della Pacific Cup.
Ciascuna squadra gioca una sola volta contro ogni avversario, assegnando due punti per ciascuna vittoria, un punto in caso di pareggio, e nessun punto per la squadra sconfitta. In caso di parità di punti in classifica, la migliore posizionata risulterà la squadra con la migliore differenza punti. Alla fina di questa fase a girone le prime due classificate si contendono il trofeo disputando la finale.

## Finali

### Tri Nations (1999-2006)
| Anno | Nazione ospitante       | Vincitrice    | Punteggio            | Finalista     | Stadio                             | Spettatori |
| ---- | ----------------------- | ------------- | -------------------- | ------------- | ---------------------------------- | ---------- |
| 1999 | Nuova Zelanda Australia | Australia     | 22 – 20              | Nuova Zelanda | Ericsson Stadium, Auckland         | 21.204     |
| 2004 | Regno Unito             | Australia     | 44 – 4               | Regno Unito   | Elland Road, Leeds                 | 39.200     |
| 2005 | Regno Unito             | Nuova Zelanda | 24 – 0               | Australia     | Elland Road, Leeds                 | 26.514     |
| 2006 | Australia Nuova Zelanda | Australia     | 16 – 12 Golden point | Nuova Zelanda | Sydney Football Stadium, Australia | 27.325     |

### Four Nations (2009-)
| Anno | Nazione ospitante       | Quarta squadra     | Vincitrice    | Punteggio | Finalista     | Stadio                      | Spettatori |
| ---- | ----------------------- | ------------------ | ------------- | --------- | ------------- | --------------------------- | ---------- |
| 2009 | Inghilterra Francia     | Francia            | Australia     | 46 – 16   | Inghilterra   | Elland Road, Leeds          | 31.042     |
| 2010 | Australia Nuova Zelanda | Papua Nuova Guinea | Nuova Zelanda | 16 – 12   | Australia     | Lang Park, Brisbane         | 36.299     |
| 2011 | Inghilterra Galles      | Galles             | Australia     | 30 – 8    | Inghilterra   | Elland Road, Leeds          | 34.147     |
| 2014 | Australia Nuova Zelanda | Samoa              | Nuova Zelanda | 22 – 18   | Australia     | Westpac Stadium, Wellington | 25.183     |
| 2016 | Inghilterra Scozia      | Scozia             | Australia     | 34 - 8    | Nuova Zelanda | Anfield, Liverpool          | 40.042     |

## Riepilogo vittorie
| Nazionale     | Trofei totali |
| ------------- | ------------- |
| Australia     | 6             |
| Nuova Zelanda | 3             |